# Mixedema

Mixedema é um termo utilizado para determinar uma condição associada ao edema devido ao aumento da permeabilidade capilar. 

## Fisiopatologia
Nesta condição, há a deposição intersticial de mucopolissacarídeos hidrofílicos, como o ácido hialurônico e o sulfato de condroitina. 
Por consequência, ocasiona a retenção de líquidos e Na+, comprometendo a circulação sanguínea e a drenagem linfática (o fluxo, nesta condição, pode apresentar-se de duas formas: normal ou reduzido; não apresenta-se aumentado como é possível em outros estados edematosos). 
Portanto, o mixedema é, em grande parte, um edema linfático.

## Causas
Sabe -se que o mixedema ocorre em várias formas de hipertireoidismo, incluindo doença de Graves. Uma das características sugestivas da doença de Graves é o mixedema pretibial (também chamado de dermatopatia tireoidiana - um espessamento nodular ou difuso da região prétibial, nos membros inferiores). 
O mixedema pode ocorrer em:
- Hipertireoidismo, associado a mixedema pretibial e exoftalmia. O mixedema pretibial pode ocorrer em 1 a 4% dos pacientes adultos com orbitopatia tireoidiana, uma manifestação também presente na doença de Graves. [3]
- Hipotireoidismo, incluindo a tireoidite de Hashimoto. [4]

## Referencias
1. 1 2  Trayes, Kathryn P.; Studdiford, James S.; Pickle, Sarah; Tully, Amber S. (15 de julho de 2013). «Edema: Diagnosis and Management». American Family Physician (em inglês) (2): 102–110. Consultado em 1 de setembro de 2022
2. 1 2  Hierholzer, K.; Finke, R. (junho de 1997). «Myxedema». Kidney International. Supplement: S82–89. ISSN 0098-6577. PMID 9185111. Consultado em 1 de setembro de 2022
3. 1 2  Smith, Terry J.; Hegedüs, Laszlo (12 de janeiro de 2017). «Graves' Disease». The New England Journal of Medicine (2). 185 páginas. ISSN 1533-4406. PMID 28076710. doi:10.1056/NEJMc1614624. Consultado em 1 de setembro de 2022
4. ↑  Akamizu, Takashi; Amino, Nobuyuki (2000).  Feingold, Kenneth R.; Anawalt, Bradley; Boyce, Alison; Chrousos, George; de Herder, Wouter W.; Dhatariya, Ketan; Dungan, Kathleen; Hershman, Jerome M.; Hofland, Johannes, eds. «Hashimoto's Thyroiditis». South Dartmouth (MA): MDText.com, Inc. PMID 25905412. Consultado em 1 de setembro de 2022